# 胡安·何塞·卡斯特利 (查科)

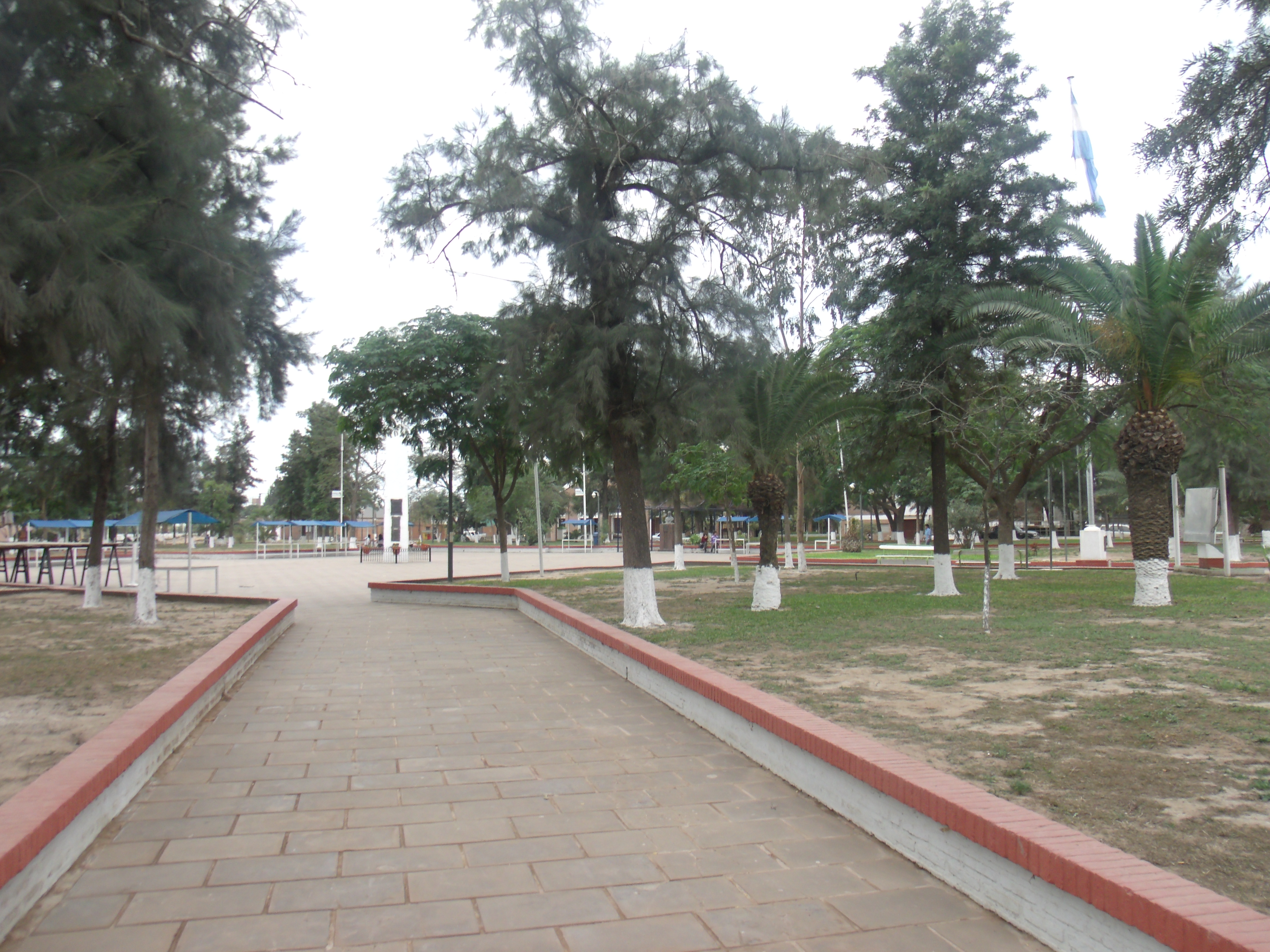
胡安·何塞·卡斯特利

25°57′S 60°37′W / 25.950°S 60.617°W
胡安何塞卡斯特利（西班牙語：Juan José Castelli），是阿根廷的城鎮，位於該國北部查科省，是圭梅斯將軍縣的首府，海拔高度103米，主要經濟活動有農業和林業，2010年人口27,201，